# Garameia

Mesopotâmia Superior

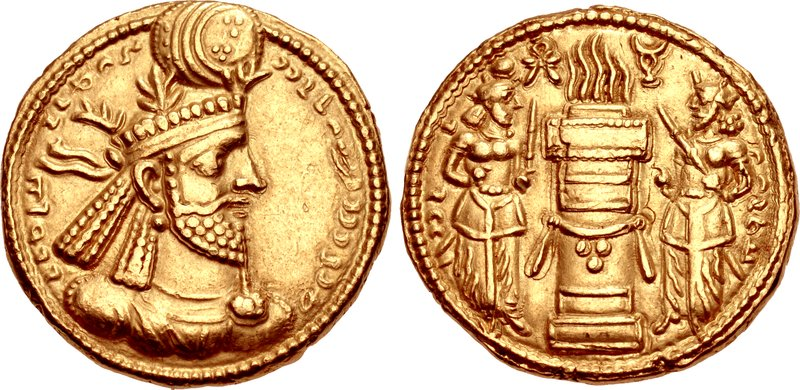
Dinar de r.

Garameia (em latim: Garamaea), também chamada Bete Garme (em siríaco: ܒܝܬ ܓܪܡܐ‎; romaniz.: Bêṯ Garmē), Garamigue (em persa médio: Garamig), Bete Garmai e Bajarmi (em árabe: باجرمي‎; romaniz.: Bājarmī), foi uma região histórica e província no nordeste do atual Iraque nomeada em honra aos seus habitantes, os garameus (garamaioi) de Ptolomeu, que também foram referidos em outras línguas como garamicãs (em persa médio: glmykn; romaniz.: Garamīkān), garmacãs (em armênio: Garmakan) e jaramecas (em árabe: Jarāmeqa)  e que talvez podem ser os gurumus das fontes assírias. Se situa a sudeste do Pequeno Zabe, a sudoeste dos montes Xarizor, a nordeste do rio Tigre e dos montes Hanrim, embora às vezes incluía Radã, que se situa a sudoeste dos montes Hanrim, e finalmente a noroeste dos rios Diala e Seruã. Sua capital era Bete Seloque e a História dela alegou que seus sub-reis eram a continuação do Reino da Assíria após sua conquista pelo Império Medo.
No parágrafo 32 da Inscrição de Paiculi do xá Narses I (r. 293–302) é dito que os nobres do Assoristão, Garameia e Siarzur reuniam-se em Haiã-Nicatra/Nicator-Auana para convencer Narses a aceitar a realeza. Um selo administrativo do hamaracara (contador) de Note-Ardaxir e Garameia sugere que as províncias estavam unidas, quiçá sob os últimos xás do Império Sassânida. Após Utba ibne Farcade cruzar Bajarmi de Ticrite a Xarizor no contexto da conquista muçulmana da Pérsia (633–644), sobreviveu como unidade administrativa (cora) islâmica. No século VI, foi atestada como bispado metropolita nestoriano sob a sé de Bete Seloque e com bispos sufragâneos de Xacarta, Laxom, Ariuã, Radani e Hargabelal em 410, 486, 544, 554, 585, sob Mar Amé I (r. 644–647), Esliua Zeca (r. 714–728) e em 780. Com a sé sendo arruinada entre 832 e 833, o metropoliza mudou para Xarizor e continuou a ser atestado até 1318. Em 629, havia cerca de três bispados jacobitas.